# Hilferenpass
Der Hilferenpass (Hilferepass) ist ein 1291 m ü. M. hoher Saumpass zwischen den Gemeinden Flühli und Escholzmatt-Marbach im Entlebuch im Schweizer Kanton Luzern. Der Saumpfad ist von Flühli her bis zur Egghütte asphaltiert.
Am Pass liegt die Moorlandschaft Hilferen. Sie ist das Quellgebiet der Hilfere, einem der beiden Quellflüsse der Ilfis.